# 김기동 (1946년)
김기동(金基同, 1946년 11월 23일~)은 대한민국의 정치인이다. 민선 5·6기 서울특별시 광진구청장이다. 전라북도 정읍시 출생이다.

## 학력
- 정읍 북면초등학교 졸업
- 정읍중학교 졸업
- 1962~1965 남성고등학교 졸업
- 1965~1969 서울대학교 학사 졸업

## 경력
- 1978.10 제22회 행정고시 합격
- 1980~1983 건설부 주택정책과 사무관
- 서울특별시 주택국 사무관
- 1992 도시개발공사 기획조정실 실장
- 서울정도 600년사업 홍보담당관
- 서울특별시 시정개발담당관
- ~1999 강남구청 총무국 국장, 서기관
- 2005.03 서울시공무원교육원 원장
- 서울특별시 중구 부구청장
- 서울특별시 광진구 부구청장
- 2010.07~2018.06 제7~8대 민선 5,6기 서울특별시 광진구청장(재선, 더불어민주당)
- 2011.03~2012.02 건국대학교 정치대학 행정학전공 겸임교수

## 수상
- 1987 서울특별시장 표창
- 1989 대통령표창
- 1998 녹조근정훈장

## 역대 선거 결과
|  | 11.65% |

|  | 38.99% |

|  | 53.73% |